# 219.ª Divisão de Infantaria (Alemanha)
A 219ª Divisão de Infantaria (em alemão:219. Infanterie-Division) foi uma unidade militar que serviu no Exército alemão durante a Segunda Guerra Mundial.

## Comandantes
| Comandante        | Data                                    |
| ----------------- | --------------------------------------- |
| Oberst Vehrenkamp | 22 de março de 1945 - ? de maio de 1945 |

## Área de operações
| Países Baixos | de março de 1945 - maio de 1945 |